# Campeonato Asiático de Atletismo de 2017 - 100 m feminino
A prova dos 100 metros feminino do Campeonato Asiático de Atletismo de 2017 foi disputada entre os dias 6 e 7 de julho de 2017 no Kalinga Stadium em Bhubaneswar, na Índia. 

## Recordes
Antes desta competição, os recordes mundiais e do campeonato nesta prova eram os seguintes:
|                       | Nome                     | Nacionalidade  | Tempo  | Local        | Data                  |
| --------------------- | ------------------------ | -------------- | ------ | ------------ | --------------------- |
| Recorde mundial       | Florence Griffith Joyner | Estados Unidos | 10s 49 | Indianápolis | 16 de julho de 1988   |
| Recorde do campeonato | Susanthika Jayasingh     | Sri Lanka      | 11s 19 | Amã          | 26 de julho de 2007   |
| Recorde asiático      | Li Xuemei                | China          | 10s 79 | Xangai       | 18 de outubro de 1997 |

## Medalhistas
| Ouro                     | Prata                | Bronze            |
| Viktoriya Zyabkina (KAZ) | Olga Safronova (KAZ) | Dutee Chand (IND) |

## Resultados

### Bateria
Qualificação: 3 atletas de cada bateria  (Q) mais os  4 melhores qualificados (q). 
| Posição | Bateria | Atleta                      | Nacionalidade | Tempo | Notas |
| ------- | ------- | --------------------------- | ------------- | ----- | ----- |
| 1       | 3       | Dutee Chand                 | Índia         | 11.40 | Q     |
| 2       | 1       | Viktoriya Zyabkina          | Cazaquistão   | 11.50 | Q     |
| 3       | 3       | Olga Safronova              | Cazaquistão   | 11.55 | Q     |
| 4       | 1       | Nigina Sharipova            | Uzbequistão   | 11.59 | Q     |
| 5       | 2       | Zaidatul Husniah            | Malásia       | 11.79 | Q     |
| 6       | 1       | Tassaporn Wannakit          | Tailândia     | 11.88 | Q     |
| 6       | 4       | Siti Fatima                 | Malásia       | 11.88 | Q     |
| 8       | 2       | Mizuki Nakamura             | Japão         | 11.91 | Q     |
| 9       | 1       | Miyu Maeyama                | Japão         | 11.92 | q     |
| 10      | 1       | Wendy Enn                   | Singapura     | 11.98 | q     |
| 11      | 4       | Hu Chia-chen                | Taipé Chinesa | 11.99 | Q     |
| 12      | 2       | On-uma Chattha              | Tailândia     | 12.07 | Q     |
| 13      | 4       | Son Kyeong-mi               | Coreia do Sul | 12.08 | Q     |
| 14      | 1       | Lam On Ki                   | Hong Kong     | 12.10 | q     |
| 15      | 4       | Aliya Khattab               | Jordânia      | 12.42 | q     |
| 16      | 2       | Shohagi Akter               | Bangladesh    | 12.59 |       |
| 17      | 3       | Afa Ismail                  | Maldivas      | 12.80 | Q     |
| 18      | 3       | Duong Sreypheap             | Camboja       | 13.02 |       |
| 19      | 4       | Nasha Nizar                 | Maldivas      | 13.12 |       |
| 20      | 2       | Tamara Awada                | Líbano        | 13.17 |       |
| 21      | 2       | Loi Im Lan                  | Macau         | 13.27 |       |
| 22      | 4       | Sadia Bromand               | Afeganistão   | 15.51 |       |
| 23      | 3       | Feng Lulu                   | China         | DSQ   |       |
| 23      | 4       | Rumeshika Kumari Rathnayake | Sri Lanka     | DSQ   |       |
| 24      | 3       | Hajar Alkhaldi              | Bahrein       | DNS   |       |

### Semifinal
Qualificação: 3 atletas de cada bateria  (Q) mais os  2 melhores qualificados (q).
| Posição | Bateria | Atleta             | Nacionalidade | Tempo | Notas |
| ------- | ------- | ------------------ | ------------- | ----- | ----- |
| 1       | 1       | Viktoriya Zyabkina | Cazaquistão   | 11.49 | Q     |
| 2       | 2       | Olga Safronova     | Cazaquistão   | 11.52 | Q     |
| 3       | 2       | Dutee Chand        | Índia         | 11.56 | Q     |
| 4       | 1       | Zaidatul Husniah   | Malásia       | 11.62 | Q     |
| 5       | 1       | Nigina Sharipova   | Uzbequistão   | 11.78 | Q     |
| 6       | 2       | Miyu Maeyama       | Japão         | 11.85 | Q     |
| 7       | 1       | Mizuki Nakamura    | Japão         | 11.88 | q     |
| 8       | 2       | Siti Fatima        | Malásia       | 11.92 | q     |
| 9       | 2       | Hu Chia-chen       | Taipé Chinesa | 12.08 |       |
| 10      | 1       | Lam On Ki          | Hong Kong     | 12.13 |       |
| 11      | 1       | Wendy Enn          | Singapura     | 12.14 |       |
| 12      | 1       | On-uma Chattha     | Tailândia     | 12.14 |       |
| 13      | 1       | Son Kyeong-mi      | Coreia do Sul | 12.30 |       |
| 14      | 2       | Aliya Khattab      | Jordânia      | 12.39 |       |
| 15      | 2       | Tassaporn Wannakit | Tailândia     | 12.47 |       |
| 16      | 2       | Afa Ismail         | Maldivas      | 12.79 |       |

### Final
| Posição           | Raia | Atleta             | Nacionalidade | Resultados | Notas |
| ----------------- | ---- | ------------------ | ------------- | ---------- | ----- |
| Medalha de ouro   | 3    | Viktoriya Zyabkina | Cazaquistão   | 11.39      |       |
| Medalha de prata  | 4    | Olga Safronova     | Cazaquistão   | 11.45      |       |
| Medalha de bronze | 5    | Dutee Chand        | Índia         | 11.52      |       |
| 4                 | 6    | Zaidatul Husniah   | Malásia       | 11.70      |       |
| 5                 | 7    | Nigina Sharipova   | Uzbequistão   | 11.71      |       |
| 6                 | 1    | Siti Fatima        | Malásia       | 11.87      |       |
| 7                 | 8    | Miyu Maeyama       | Japão         | 11.98      |       |
| 8                 | 2    | Mizuki Nakamura    | Japão         | DSQ        | [ 3 ] |

Legenda
| Recorde mundial       | Recorde mundial (World record)               |                       | Recorde africano                      | Recorde africano (African) |                                           | Q | Classificado por posição (Qualified) |
| Recorde do campeonato | Recorde do campeonato (Championship record)  | Recorde da América    | Recorde da América (Americas)         | q                          | Classificado por melhor tempo (Qualified) |   |                                      |
| Melhor marca do ano   | Melhor marca do ano (World leading)          | Recorde asiático      | Recorde asiático (Asian)              | DNS                        | Não largou (Did not start)                |   |                                      |
| Recorde nacional      | Recorde nacional (National record)           | Recorde europeu       | Recorde europeu (European)            | DNF                        | Não terminou (Did not finish)             |   |                                      |
| Recorde pessoal       | Recorde pessoal do atleta (Personal best)    | Recorde da Oceania    | Recorde da Oceania (Oceania)          | DSQ / DQ                   | Desclassificado (Disqualified)            |   |                                      |
| Recorde da temporada  | Recorde da temporada do atleta (Season best) | Recorde sul-americano | Recorde sul-americano (South America) | NM                         | Sem marca (No mark)                       |   |                                      |